# جائزة إسبانيا الكبرى للدراجات النارية 2019
جائزة إسبانيا الكبرى للدراجات النارية 2019 هو سباق دراجات نارية أقيم بتاريخ 5 مايو 2019 في حلبة خيريز، شريش، إسبانيا. كان الجولة الرابعة من أصل 19 في سباق الجائزة الكبرى للدراجات النارية موسم 2019. فاز مارك ماركيث بفئة الموتو جي بي بينما جاء أليكس رينز في المركز الثاني وحصل على المركز الثالث مافريك فيناليس. فاز بفئة الموتو 2 الإيطالي لورينزو بالداساري بينما فاز بفئة الموتو 3 الإيطالي نيكولو أنتونيلي.